# Gago Drago
Gago Drago, właśc. Gagik Harutiunian (orm. Գագիկ Արուտյունյան; ur. 8 marca 1985 w Weriszen) – ormiański kick-boxer wagi średniej, znany z występów na galach K-1 MAX i It’s Showtime.

## Kariera sportowa
Urodził się w 1985 roku we wsi Weriszen na terenie Armeńskiej SRR (obecnie Armenia). W 1989 roku wyemigrował wraz z ojcem do Holandii i osiadł w Alkmaarze. W wieku 14 lat rozpoczął trenować w miejscowym klubie kick-boxing. W 2001 roku przeszedł na zawodowstwo i od tego czasu występuje wyłącznie pod pseudonimem Gago Drago. Między 2002 a 2006 rokiem był niepokonany. Wygrywając ponad 20 walk na terenie Holandii i Belgii szybko osiągnął status wschodzącej gwiazdy europejskiego kick-boxingu. W 2005 roku uzyskał holenderskie obywatelstwo, co umożliwiło mu występowanie również poza Beneluksem (wciąż reprezentuje jednak barwy Armenii).

### K-1
W 2006 roku podpisał kontrakt z japońską organizacją K-1 i 6 kwietnia tego samego roku zadebiutował w prestiżowym cyklu K-1 World MAX. Na turnieju eliminacyjnym w Tokio pokonał Duńczyka Ole Laursena i awansował do Finału K-1 World MAX w Jokohamie. Podczas tego drugiego sprawił niespodziankę eliminując byłego mistrza K-1 MAX Alberta Krausa, lecz w następnej walce przegrał z późniejszym tryumfatorem turnieju Buakawem Por. Pramukiem, kończąc swój udział na półfinale.
Drago bezskutecznie próbował osiągnąć sukces w K-1 MAX w następnych latach. W 2007 roku został znokautowany w ćwierćfinale przez Andy Souwera. Mimo że w 2008 roku przegrał już w 1/16 z Mikiem Zambidisem, wystąpił w następnej rundzie dzięki dzikiej karcie. Uległ tam jednak Masato. W 2009 roku przegrał w ćwierćfinale po wyrównanej walce z Yuyą Yamamoto.
W lutym 2009 roku walczył w Antwerpii z Turkiem Muratem Direkçi o mistrzostwo It’s Showtime w kategorii 70 kg (na zasadach K-1). Przegrał przez techniczny nokaut w trzeciej rundzie
W 2010 roku powtórzył osiągnięcie z 2006, gdy dotarł do półfinału K-1 World MAX. W walce o finał przegrał z Yoshihiro Satō.

## Osiągnięcia
- 2010 Enfusion Kickboxing Tournament − 1. miejsce
- 2003 Mistrz Europy WMTC
- 2002 Mistrz Beneluksu w boksie tajskim